# Arusta
Arusta est un village situé dans la Commune de Kiili du Comté de Harju en Estonie.
Au 31 décembre 2011, le village compte 39 habitants.